# Церковь Святого Михаила (Пфорцхайм)
Замковая и коллегиальная церковь Святого Михаила (нем. Schloss- und Stiftskirche St. Michael) — церковь, располагающаяся в центре баден-вюртембергского города Пфорцхайм; является единственным крупным средневековым сооружением, сохранившемся в городе; была построена в 1219 году на месте романского здания-предшественника; является памятником архитектуры.